# 杜秀 (南北朝)
杜秀（523年—571年9月30日），一名景秀，字五宝，京兆郡杜陵县（今陕西省西安市长安区）人，西魏、北周官员。

## 生平
杜秀在二十岁左右出任员外散骑侍郎，加辅国将军、都督。不久，宇文泰选拔杜秀为武邑公宇文震的侍读。杜秀转任帅都督，黄门侍郎，很快加使持节、大都督。北周建立后，杜秀被赐姓宇文氏，封思宁县开国男，食邑二百户。杜秀略微升任吏部大夫，又出陟岵寺、陟屺寺二寺总监，治司卉大夫，升任车骑大将军、仪同三司，率领乡兵千人，出任员外匠师中大夫。天和二年（567年），当时柱国绥德公陆通率领军队讨伐南陈，杜秀出任幕督掾，与大将军苌湖公元定渡过长江，周军在沌口之战失利，杜秀被俘虏。天和六年八月廿六日（571年9月30日），杜秀因病在建业去世，虚岁四十九。后来南陈与北周和好，将杜秀的尸骨送回。朝廷赠予杜秀渭州刺史，建德六年岁丁酉十月辛丑朔廿日庚申（577年11月16日）葬于少陵原太尉公杜颙墓西。

## 家庭

### 祖父
- 杜洪，北魏徐州刺史[4]

### 父亲
- 杜颙，西魏三雍二华五州诸军事、雍州刺史、太尉公[4]

### 兄弟姐妹
- 杜景仲，北周使持节、骠骑大将军、礼鄜丹三州刺史、宗正大夫、大宗师、平阳公
- 杜景恭，廓州刺史、康成公[1]

### 夫人
- 陇西辛氏，北魏鲁州别驾辛怿孙女，西魏同轨郡太守辛叔庆之女，虚龄十六嫁给杜秀，封永乐县君，大业八年八月廿九日因病在家中去世，虚岁七十六，大业九年太岁癸酉十月辛未朔二十五日丁酉归葬杜氏家族墓地[4]

### 子女
- 杜懿，世子，司服下士，娶京兆韦氏，大都督韦祖蹇之女[4]
- 杜敦，第二子[4]
- 杜逊，第三子[4]
- 杜淹，第四子[4]